# Trilby Glover
Trilby Glover (Perth, 28 de maio de 1979) é uma atriz australiana. Ela é mais conhecida por interpretar Shoshanna em The Starter Wife, Ann Finet em Crash e Jane Hollis em Scream Queens.

## Filmografia

### Cinema
| Ano  | Título                      | Papel                 | Notas          |
| ---- | --------------------------- | --------------------- | -------------- |
| 2005 | Son of the Mask             | Enfermeira dos sonhos |                |
| 2005 | Soft                        | Garota                | Curta-metragem |
| 2007 | 88 Minutes                  | Advogada de defesa    |                |
| 2007 | The Course                  | Olivia                |                |
| 2007 | The Changing Man            | Lisa                  | Curta-metragem |
| 2008 | Righteous Kill              | Jessica               |                |
| 2010 | Needle                      | Isabel Du Pont        |                |
| 2010 | Chat noir                   | Gata                  | Curta-metragem |
| 2013 | Heatwave                    | Trilby                | Curta-metragem |
| 2013 | Someone to Love             | Marisol               |                |
| 2014 | Six Train                   | Alice                 | Curta-metragem |
| 2014 | Actresses                   | Bitsy                 | Curta-metragem |
| 2014 | Awkward Expressions of Love | Anna                  | Curta-metragem |
| 2014 | Oren                        | Lana                  | Curta-metragem |
| 2014 | You're a Natural            | Shana                 | Curta-metragem |
| 2015 | Mine                        | Clara                 | Curta-metragem |
| 2016 | Library of Love             | Isabelle              | Curta-metragem |
| 2018 | Tall Tales                  | Teresa                | Curta-metragem |
| 2019 | Threshold                   | Cynthia               |                |
| 2021 | Cookie                      | Gaby                  | Curta-metragem |

### Televisão
| Ano       | Título                                     | Papel                        | Notas                                     |
| --------- | ------------------------------------------ | ---------------------------- | ----------------------------------------- |
| 2006–2007 | I Got a Rocket!                            | Maya                         | 38 episódios                              |
| 2007      | The Starter Wife                           | Shoshanna                    | 5 episódios                               |
| 2008–2009 | Crash                                      | Ann Finet                    | 5 episódios                               |
| 2011      | William & Kate                             | Margaret Hemmings-Wellington | Filme de TV                               |
| 2012      | The New Normal                             | Dede                         | Episódio: "Obama Mama"                    |
| 2012      | This American Housewife                    | Robin                        | Episódio: "Pilot"                         |
| 2014      | Mistresses                                 | Mulher ruiva                 | Episódio: "Playing with Fire"             |
| 2014      | Finders Keepers                            | Kathy                        | Filme de TV                               |
| 2015      | Glee                                       | Secretária da Carmel High    | Episódio: "The Hurt Locker: Part 1"       |
| 2015      | Kidnapped: The Hannah Anderson Story       | Tina Anderson                | Filme de TV                               |
| 2015      | The Flight Before Christmas                | Courtney Carson              | Filme de TV                               |
| 2016      | Scream Queens                              | Jane Hollis                  | 6 episódios                               |
| 2017      | Tall Tales                                 | Teresa                       | Episódio: "The Tale of the Company Photo" |
| 2022      | Dahmer – Monster: The Jeffrey Dahmer Story | Orientadora                  | Episódio: "Doin' a Dahmer"                |

### Video game
| Ano  | Título          | Papel            |
| ---- | --------------- | ---------------- |
| 2015 | The Order: 1886 | Vozes adicionais |